# 스웨디시 하우스 마피아
스웨디시 하우스 마피아 (Swedish House Mafia)는 하우스 음악 디스크 자키와 음악 프로듀서인 악스웰, 스티브 안젤로, 세바스티안 인그로소 로 이루어진 일렉트로닉 댄스 뮤직 트리오다.
유명 DJ 잡지 DJ Magazine에서 2011 Top 100 DJ 10위에 올랐으며 "주류 프로그레시브 하우스 음악의 얼굴들" 이라 불려왔다. 2012년 6월 24일 SHM은 그들의 웹사이트에 "One last tour"를 마지막으로 해체함을 공식 발표했다. 그리고 2013년 3월 24일 마이애미에서의 UMF 공연을 마지막으로 공식 해체되었다.
해체 이후 안젤로를 제외한 악스웰과 인그로소는 악스웰 앤 인그로소로 결성되었고, 안젤로는 솔로 활동을 하다, 2018년 3월 3일 SHM 공식 페이스북에 새로운 커버사진이 게시되었고, 3월 25일 울트라 뮤직 페스티벌에서 재결성되었다.